# 三余镇
三余镇，是中华人民共和国江苏省南通市通州区下辖的一个乡镇级行政单位。

## 行政区划
三余镇下辖以下地区：
中心社区、镇北社区、北兴桥社区、三门闸社区、海晏社区、团结社区、一社村、贡安村、红专村、广运村、大乐村、新民村、德兴村、同盟村、育新村、中闸村、海防村、新闸村、胜利村、恒兴村、安平村、新华村、光明村、合兴村、海晏村、东海村、闸北村、海丰村、东余村、永平村、东晋村和建新村。